# Epitettix fatigans
Epitettix fatigans är en insektsart som beskrevs av Günther, K. 1938. Epitettix fatigans ingår i släktet Epitettix och familjen torngräshoppor. Inga underarter finns listade i Catalogue of Life.